# Bacchisa bicoloripennis
Bacchisa bicoloripennis là một loài bọ cánh cứng trong họ Cerambycidae.